# Mickaël Delage
Mickaël Delage (Libourne, 6 augustus 1985) is een Frans voormalig wegwielrenner en voormalig baanwielrenner.
Reeds op 19-jarige leeftijd debuteerde hij in 2005 bij Française des Jeux waarvoor hij vier jaar zou uitkomen. Op dat moment was hij een van de benjamins van het wielerpeloton. In 2006 behaalde hij zijn eerste zege: de eerste etappe in de Ronde van de Toekomst.
Tijdens Parijs-Tours 2008 nam hij de laatste twee kilometer voor zijn rekening en loodste zo zijn ploegmaat Philippe Gilbert naar de overwinning.
Gilbert verhuisde einde 2008 naar Silence-Lotto en nam Mickaël Delage mee naar de Belgische wielerploeg.
Van 2011 tot 2021 kwam hij weer uit voor FDJ.

## Baanwielrennen

### Palmares
| Jaar     | FK                               | EK       | WK          | Overig   |
| Junioren | Junioren                         | Junioren | Junioren    | Junioren |
| -------- | -------------------------------- | -------- | ----------- | -------- |
| 2003     | Ploegenachtervolging, Ploegkoers |          | Puntenkoers |          |
| Beloften |                                  |          |             |          |
| 2004     | Puntenkoers                      |          |             |          |
| Elite    |                                  |          |             |          |
| 2004     | Ploegenachtervolging, Ploegkoers |          |             |          |
| 2005     |                                  |          |             |          |
| 2006     | Ploegenachtervolging             |          |             |          |

## Wegwielrennen

### Overwinningen
2006
1e etappe Ronde van de Toekomst
2013
La Roue Tourangelle

### Resultaten in voornaamste wedstrijden
| Jaar | Ronde van Italië | Ronde van Frankrijk | Ronde van Spanje |
| ---- | ---------------- | ------------------- | ---------------- |
| 2005 |                  |                     |                  |
| 2006 | 129e             |                     |                  |
| 2007 |                  | 117e                | opgave           |
| 2008 |                  |                     | 103e             |
| 2009 |                  | 101e                | 73e              |
| 2010 |                  | opgave              | opgave           |
| 2011 |                  | 132e                |                  |
| 2012 | 144e             |                     |                  |
| 2013 |                  |                     |                  |
| 2014 |                  | 143e                |                  |
| 2015 |                  |                     | 109e             |
| 2016 | 148e             |                     |                  |
| 2017 |                  | buiten tijd         |                  |
| 2018 |                  |                     | 112e             |
| 2019 |                  |                     | opgave           |
| 2020 |                  |                     | 142e (laatste)   |
| 2021 |                  |                     |                  |

| Jaar | Milaan-San Remo | Gent-Wevelgem | Ronde van Vlaanderen | Parijs-Roubaix | Luik-Bast.‑Luik | Ronde van Lombardije | Parijs-Tours | Clásica San Sebastián |  | WK op de weg |  | Wereldranglijsten |
| ---- | --------------- | ------------- | -------------------- | -------------- | --------------- | -------------------- | ------------ | --------------------- |  | ------------ |  | ----------------- |
| 2005 |                 |               |                      |                | opgave          | opgave               | 95e          | 148e                  |  |              |  |                   |
| 2006 |                 |               |                      |                |                 |                      |              |                       |  |              |  |                   |
| 2007 |                 |               |                      |                |                 |                      |              |                       |  |              |  |                   |
| 2008 | opgave          | 143e          | 96e                  | 86e            |                 |                      | 34e          |                       |  |              |  | 43e (UPT)         |
| 2009 | 143e            |               |                      | opgave         |                 |                      | 52e          | ↑                     |  |              |  | 88e (UWK)         |
| 2010 | 103e            | 109e          | opgave               |                |                 |                      |              | 67e                   |  |              |  |                   |
| 2011 |                 | opgave        |                      | 75e            | opgave          | opgave               | 6e           |                       |  |              |  |                   |
| 2012 |                 |               | 76e                  | 34e            |                 |                      | 65e          |                       |  | 84e          |  |                   |
| 2013 | opgave          | 34e           |                      | opgave         |                 |                      | 52e          |                       |  |              |  |                   |
| 2014 | 60e             | 56e           | opgave               | opgave         |                 |                      | 60e          |                       |  |              |  |                   |
| 2015 |                 | opgave        | 65e                  | opgave         |                 |                      | 52e          |                       |  | 75e          |  |                   |
| 2016 | 163e            | 58e           | 44e                  | opgave         |                 |                      |              |                       |  |              |  |                   |
| 2017 | 123e            | 107e          | 96e                  | 43e            |                 |                      |              | 64e                   |  |              |  | 381e (UWT)        |
| 2018 | 129e            |               |                      |                |                 |                      | 60e          |                       |  |              |  |                   |
| 2019 |                 |               |                      |                |                 |                      |              |                       |  |              |  | 1323e (UWR)       |
| 2020 |                 | opgave        | opgave               |                |                 |                      |              |                       |  |              |  |                   |
| 2021 |                 |               |                      |                |                 |                      |              |                       |  |              |  |                   |

## Ploegen
- 2005 –  Française des Jeux
- 2006 –  Française des Jeux
- 2007 –  Française des Jeux
- 2008 –  Française des Jeux
- 2009 –  Silence-Lotto
- 2010 –  Omega Pharma-Lotto
- 2011 –  FDJ
- 2012 –  FDJ-BigMat
- 2013 –  FDJ.fr [a]
- 2014 –  FDJ.fr
- 2015 –  FDJ
- 2016 –  FDJ
- 2017 –  FDJ
- 2018 –  Groupama-FDJ
- 2019 –  Groupama-FDJ
- 2020 –  Groupama-FDJ
- 2021 –  Groupama-FDJ

1. ↑  Tot eind juni heette de ploeg FDJ, daarna werd de naam veranderd.